# Auboué
Auboué és un municipi francès situat al departament de Meurthe i Mosel·la i a la regió del Gran Est. L'any 2007 tenia 2.679 habitants.

## Demografia

### Població
El 2007 la població de fet d'Auboué era de 2.679 persones. Hi havia 1.198 famílies, de les quals 431 eren unipersonals (152 homes vivint sols i 279 dones vivint soles), 323 parelles sense fills, 323 parelles amb fills i 121 famílies monoparentals amb fills.
La població ha evolucionat segons el següent gràfic:
Habitants censats

### Habitatges
El 2007 hi havia 1.321 habitatges, 1.219 eren l'habitatge principal de la família, 8 eren segones residències i 93 estaven desocupats. 755 eren cases i 558 eren apartaments. Dels 1.219 habitatges principals, 783 estaven ocupats pels seus propietaris, 392 estaven llogats i ocupats pels llogaters i 45 estaven cedits a títol gratuït; 36 tenien una cambra, 80 en tenien dues, 224 en tenien tres, 373 en tenien quatre i 507 en tenien cinc o més. 714 habitatges disposaven pel capbaix d'una plaça de pàrquing. A 578 habitatges hi havia un automòbil i a 358 n'hi havia dos o més.

### Piràmide de població
La piràmide de població per edats i sexe el 2009 era:
| Homes | Edats   | Dones |
| ----- | ------- | ----- |
| 0     | 95 o +  | 8     |
| 4     | 90 a 94 | 12    |
| 12    | 85 a 89 | 24    |
| 12    | 80 a 84 | 20    |
| 56    | 75 a 79 | 92    |
| 112   | 70 a 74 | 132   |
| 72    | 65 a 69 | 120   |
| 84    | 60 a 64 | 108   |
| 44    | 55 a 59 | 72    |
| 80    | 50 a 54 | 80    |
| 96    | 45 a 49 | 104   |
| 100   | 40 a 44 | 80    |
| 124   | 35 a 39 | 104   |
| 72    | 30 a 34 | 76    |
| 52    | 25 a 29 | 88    |
| 68    | 20 a 24 | 64    |
| 68    | 15 a 19 | 108   |
| 68    | 10 a 14 | 88    |
| 56    | 5 a 9   | 80    |
| 72    | 0 a 4   | 56    |

## Economia
El 2007 la població en edat de treballar era de 1.572 persones, 1.078 eren actives i 494 eren inactives. De les 1.078 persones actives 909 estaven ocupades (520 homes i 389 dones) i 169 estaven aturades (70 homes i 99 dones). De les 494 persones inactives 109 estaven jubilades, 151 estaven estudiant i 234 estaven classificades com a «altres inactius».

### Ingressos
El 2009 a Auboué hi havia 1.201 unitats fiscals que integraven 2.650,5 persones, la mediana anual d'ingressos fiscals per persona era de 15.585 €.

### Activitats econòmiques
Dels 63 establiments que hi havia el 2007, 2 eren d'empreses alimentàries, 1 d'una empresa de fabricació de material elèctric, 6 d'empreses de fabricació d'altres productes industrials, 5 d'empreses de construcció, 15 d'empreses de comerç i reparació d'automòbils, 4 d'empreses de transport, 7 d'empreses d'hostatgeria i restauració, 1 d'una empresa d'informació i comunicació, 2 d'empreses financeres, 3 d'empreses immobiliàries, 5 d'empreses de serveis, 5 d'entitats de l'administració pública i 7 d'empreses classificades com a «altres activitats de serveis».
Dels 20 establiments de servei als particulars que hi havia el 2009, 1 era una oficina de correu, 2 oficines bancàries, 1 funerària, 3 tallers de reparació d'automòbils i de material agrícola, 1 autoescola, 1 paleta, 1 guixaire pintor, 2 fusteries, 3 perruqueries, 4 restaurants i 1 tintoreria.
Dels 5 establiments comercials que hi havia el 2009, 1 era una botiga de més de 120 m², 2 fleques, 1 una fleca i 1 una llibreria.
L'any 2000 a Auboué hi havia 3 explotacions agrícoles.

## Equipaments sanitaris i escolars
El 2009 hi havia 2 centres de salut i 2 farmàcies.
El 2009 hi havia 2 escoles maternals i 1 escola elemental. A Auboué hi havia 1 col·legi d'educació secundària i 1 liceu tecnològic. Als col·legis d'educació secundària hi havia 89 alumnes i als liceus tecnològics 116.

## Poblacions més properes
El següent diagrama mostra les poblacions més properes.